# John Stephen Pazak
John Stephen Pažak (Gary, 13 agosto 1946) è un vescovo cattolico statunitense, dal 23 agosto 2021 eparca emerito di Santa Protezione di Maria di Phoenix.

## Biografia
John Stephen Pazak è nato a Gary, nell'Indiana, il 13 agosto 1946 da Stephen, americano di origine rutena, e Johanna Hennessy, di origini irlandesi, entrambi membri della Chiesa greco-cattolica rutena.

### Formazione e ministero sacerdotale
Dopo aver terminato le scuole secondarie a Gary, il 14 settembre 1965 è entrato nel noviziato della provincia canadese di Yorkton della Congregazione del Santissimo Redentore. Ha studiato nel seminario maggiore redentorista di Suffield, conseguendo il Bachelor of Arts nel 1969. Il 24 agosto dello stesso anno ha emesso la professione solenne. Nel 1972 ha ottenuto il baccalaureato in teologia presso l'Università di San Paolo a Ottawa. Dal 1978 al 1979 ha completato poi il corso di educazione pastorale clinica a Toronto.
Il 27 agosto 1972 è stato ordinato presbitero da monsignor Emil John Mihalik, eparca di Passaic. In seguito è stato vicario cooperatore della parrocchia dei Santi Pietro e Paolo a Saskatoon dal 1972 al 1973; prefetto e insegnante presso il Collegio "San Vladimiro" a Roblin dal 1973 al 1978; superiore dello scolasticato di Toronto dal 1978 al 1979; di nuovo prefetto e insegnante presso il Collegio "San Vladimiro" a Roblin dal 1980 al 1990 e parroco della parrocchia di San Giuseppe a Winnipeg dal 1990.
È stato anche vicario provinciale dei redentoristi, membro del consiglio provinciale dal 1984 e membro del collegio dei consultori dell'eparchia di Saskatoon.

### Ministero episcopale
Il 2 dicembre 2000 papa Giovanni Paolo II lo ha nominato eparca dei Santi Cirillo e Metodio di Toronto. Ha ricevuto l'ordinazione episcopale il 14 febbraio successivo nella cattedrale della Trasfigurazione a Markham dall'arcieparca metropolita di Winnipeg Michael Bzdel, co-consacranti l'esarca apostolico di Košice Milan Chautur e l'eparca di Parma Basil Myron Schott. Durante la stessa celebrazione ha preso possesso dell'eparchia.
Nel settembre del 2006 ha compiuto la visita ad limina.
Il 7 maggio 2016 papa Francesco lo ha nominato eparca della Santa Protezione di Maria di Phoenix. Ha preso possesso dell'eparchia il 20 luglio successivo. Ha continuato a reggere l'eparchia dei Santi Cirillo e Metodio di Toronto come amministratore apostolico fino 15 settembre 2018, giorno dell'ingresso di monsignor Marián Andrej Pacák.
Il 1º agosto 2018 papa Francesco gli ha affiancato nel governo dell'eparchia monsignor Thomas Olmsted, vescovo di rito latino di Phoenix, con l'incarico di amministratore apostolico sede plena.
Il 23 agosto 2021 lo stesso papa ha accolto la sua rinuncia al governo pastorale dell'eparchia per raggiunti limiti d'età.

## Genealogia episcopale
La genealogia episcopale è:
- Patriarca Geremia II Tranos
- Arcivescovo Michal Rahoza
- Arcivescovo Hipacy Pociej
- Arcivescovo Iosif Rucki
- Arcivescovo Antin Selava
- Arcivescovo Havryil Kolenda
- Arcivescovo Kyprian Žochovs'kyj
- Arcivescovo Lev Zaleski
- Arcivescovo Jurij Vynnyc'kyj
- Arcivescovo Luka Lev Kiszka
- Vescovo György Bizánczy
- Vescovo Inocențiu Micu-Klein, O.S.B.M.
- Vescovo Mihály Emánuel Olsavszky, O.S.B.M.
- Vescovo Vasilije Božičković, O.S.B.M.
- Vescovo Grigore Maior, O.S.B.M.
- Vescovo Ioan Bob
- Vescovo Samuel Vulcan
- Vescovo Ioan Lemeni
- Arcivescovo Spyrydon Lytvynovyč
- Arcivescovo Josyf Sembratowicz
- Cardinale Sylwester Sembratowicz
- Arcivescovo Julian Kuiłovskyi
- Arcivescovo Andrej Szeptycki, O.S.B.M.
- Vescovo Josafat Kocylovs'kyj, O.S.B.M.
- Vescovo Konštantín Bohačevskyj
- Arcivescovo Basil Vladimir Ladyka, O.S.B.M.
- Arcivescovo Maxim Hermaniuk, C.SS.R.
- Arcivescovo Michael Bzdel, C.SS.R.
- Vescovo John Stephen Pažak, C.SS.R.